# I Am the Best
«I Am the Best» (кор. 내가 제일 잘 나가, Naega Jeil Jal Naga; рус. Я лучшая) — сингл корейской поп-группы 2NE1 с их второго одноимённого мини-альбома. Сингл был издан 24 июня 2011 года звукозаписывающей компанией YG Entertainment.

## Информация о песне
Автором и продюсером песни стал корейский музыкант Тедди Пак, создавший большинство треков для 2NE1. Стилистически «I Am the Best» можно отнести к электронному хип-хопу.
Премьера видеоклипа «I Am the Best» состоялась на официальном канале 2NE1 на YouTube 27 июня 2011 года. Режиссёром клипа стал Со Хён Сын, снявший их предыдущие видео «Fire», «Try to Follow Me» и «Can’t Nobody». После выхода видео собрало множество одобрительных отзывов о представленной в нём хореографии, в результате группа объявила о танцевальном конкурсе для поклонников, где желающие выкладывали свои видео с «кавер-версией» танца из клипа. Победителем стала женская танцевальная труппа из Вьетнама под названием L.Y.N.T..
6 октября 2014 года количество просмотров клипа «I Am the Best» на YouTube превысило отметку в 100 миллионов.

## Использование песни
28 января 2014 года 2NE1 появились на экранах США в эпизоде 18 сезона телешоу Холостяк. Шоу транслируется телеканалом ABC в прайм-тайм. В эпизоде герои шоу приезжают в Южную Корею; групповое свидание холостяка с девушками происходит во время концерта 2NE1 и подготовки к нему; герои встречаются с участницами группы, которые объявляют им о том, что те станцуют во время выступления группы перед многочисленной публикой. Во время концерта герои танцевали под «I Am The Best», также песня прозвучала во время финальных титров эпизода. После выхода шоу на телевидении покупки сингла «I Am The Best» на iTunes позволили песне добраться до 3 места хит-парада iTunes Electronic single chart в США и до 1 места в Канаде.
Песня была использована в танцевальной игре Dance Central 3 для платформы Xbox 360 Kinect, таким образом «I Am the Best» стала первой песней в стиле K-pop, вошедшей в игры серии Dance Central.
Песня появилась в эпизоде 10 сезона американского телешоу So You Think You Can Dance.
В августе 2014 года, после того, как «I Am The Best» была использована в рекламном ролике Microsoft Surface Pro 3, песня достигла 1 места в хит-параде Billboard World Digital Songs; в уик-энд 11 октября 2014 было продано 6 000 копий песни. «I Am The Best» также получила ротацию на радиостанциях США.

## Критика
В рецензии портала Allkpop говорится о положительном отличие «I Am the Best» от композиций с предыдущего альбома группы, выраженном в не столь навязчивом использовании автотюнинга вокала, что спасает группу от «падения»; также было отмечено, что 2NE1 сохранили в песне характерные для себя «неистовую лирику, невероятные хуки, и бит столь энергичный, что она [песня] сможет выжить в самых переполненных клубах без всяких вокальных эффектов», и что композиция подходит под тренды западной поп-музыки. Billboard назвал «I Am the Best» «дерзким гимном, прославляющим всё, за что можно любить себя». Журнал Spin поставил «I Am the Best» на третье место в списке из 21 лучших K-pop песен, где релиз охарактеризовали как «лучший сингл, изданный на планете в 2011 году». В отзыве британского журнала Clash больше затрагивается видеоклип и отмечен дизайн одежды и образы девушек.

## Чарты
После релиза сингла в Корее, песня возглавила Gaon Chart. За 2011 год было продано более 3,5 миллионов цифровых копий сингла, что привело к итоговому 7 месту в списке песен года от Gaon.

| Чарт (2011—2013)                            | Наивысшая Позиция |
| ------------------------------------------- | ----------------- |
| Япония (Billboard Japan Hot 100)            | 53                |
| Япония Japan Adult Contemporary (Billboard) | 32                |
| Республика Корея (Gaon)                     | 1                 |
| Республика Корея (K-pop Hot 100)            | 12                |
| США World Digital Songs (Billboard)         | 4                 |

| Чарт (2014)                              | Наивысшая позиция |
| ---------------------------------------- | ----------------- |
| Франция (SNEP)                           | 61                |
| Великобритания Independent Singles (OCC) | 44                |
| США World Digital Songs (Billboard)      | 1                 |

| Чарт (2011)                         | Позиция |
| ----------------------------------- | ------- |
| Республика Корея (Gaon)             | 7       |
| США World Digital Songs (Billboard) | 24      |
| Чарт (2012)                         | Позиция |
| США World Digital Songs (Billboard) | 14      |
| Чарт (2013)                         | Позиция |
| США World Digital Songs (Billboard) | 16      |
| Чарт (2014)                         | Позиция |
| США World Digital Songs (Billboard) | 14      |
| Чарт (2015)                         | Позиция |
| США World Digital Songs (Billboard) | 4       |

## Сертификации
| Регион                                                       | Сертификация | Продажи   |
| ------------------------------------------------------------ | ------------ | --------- |
| Япония (RIAJ) · Japanese ver.                                | Золотой      | 100 000*  |
| Республика Корея (Gaon)                                      | —            | 3,470,000 |
| США                                                          | —            | 12,000    |
| * Данные о продажах приведены только на основе сертификации. |              |           |

## История релиза
| Страна | Дата            | Формат                  | Лейбл            | Ссылка |
| ------ | --------------- | ----------------------- | ---------------- | ------ |
| Мир    | 24 июня 2011    | цифровой сингл стриминг | YG Entertainment | [ 41 ] |
| США    | 10 декабря 2014 | цифровой сингл стриминг | Capitol Records  | [ 42 ] |

## Награды
«I Am the Best» получила множество номинаций на различные музыкальные премии, среди которых allkpop Awards (номинации — Песня года и хореография года, победа — Лучшая женская группа) Korean Music Awards (победа в категории Лучшая танцевальная и электронная песня) и MTV Video Music Awards Japan (победа в категории Лучший новый исполнитель). Она стала победителем на «Mnet Asian Music Award» в номинации Песня года.